# Drumcomputer

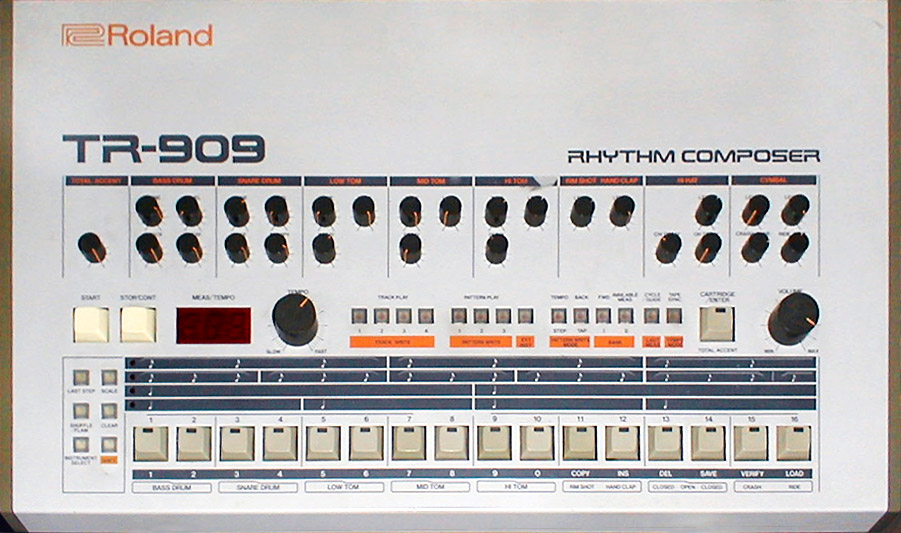
Roland TR-909 drumcomputer

Een drumcomputer, ook wel drummachine, drumdoos, drumbak ritmebox of Japanse drummer, is een synthesizer met als voornaamste taak het genereren van drumgeluiden door middel van synthese of sampling.

## Geschiedenis
De eerste drumcomputer was de Rhythmicon, in 1930 uitgevonden door Léon Theremin in opdracht van Henry Cowell.
In 1963 bracht het Japanse bedrijf Keio-Giken (later Korg) hun eerste ritme-machine uit, de Donca-Matic DA-20. Dit apparaat had een vacuümbuis voor het geluid en een mechanisch wiel voor de ritmepatronen. Het was een log apparaat met ingebouwde luidspreker en klavier.
In 1967 werd de FR-1 Rhythm Ace van Roland op de markt gebracht. Dit was een ritmemachine die gebruik maakte van een diodematrix als ritmegenerator en had 16 geheugenplaatsen.
Yamaha kwam in 1973 met de GX-1, een synthesizerorgel met ingebouwde drumcomputer.
De grote doorbraak van de drumcomputer en de synthesizer, waardoor er vele nieuwe muziekstijlen ontstonden, vond plaats in de jaren 1980. Enkele bekende drumcomputers die in die tijd ontworpen zijn, zijn de Roland TR-808, TR-909, en de Linn LM-1. De latere modellen bevatten ook een sequencer, zodat ingespeelde ritmes opgenomen kunnen worden.
Tegenwoordig is in elk keyboard een ingebouwde drumcomputer (met muzikale achtergrondbegeleiding) terug te vinden.

## Klankopwekking
De synthese in een drumcomputer kan analoog gebeuren of met digitale processoren, dan wel een combinatie van beide. In het laatste geval spreekt men van een hybride. Vaak werkt een digitale drumcomputer met een virtueel analoog-techniek (VA). Tegenwoordig is deze techniek in veel synthesizers geïntegreerd.
Sommige drumcomputers beschikken naast de mogelijkheid om drumgeluiden te genereren, de optie om andere geluiden, vaak bliepjes of een bas, ten gehore te brengen.
Er bestaan ook systemen waarbij een drumstel zowel klankmatig als fysiek nagebootst wordt. De drummer slaat dan op aanslaggevoelige pads. Iedere pad is met een drumcomputer verbonden die de klank aanstuurt, het triggeren.

## Afbeeldingen

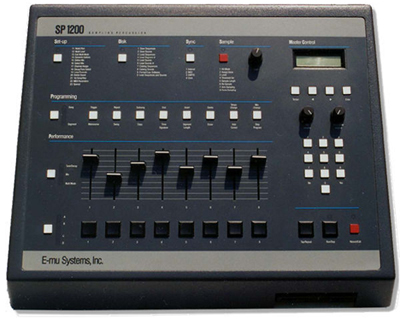
E-mu SP-1200
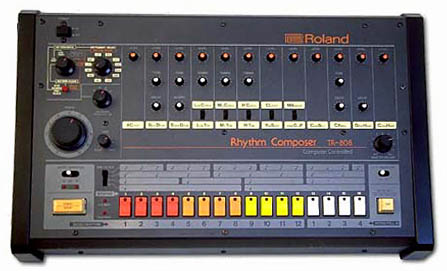
Roland TR-808
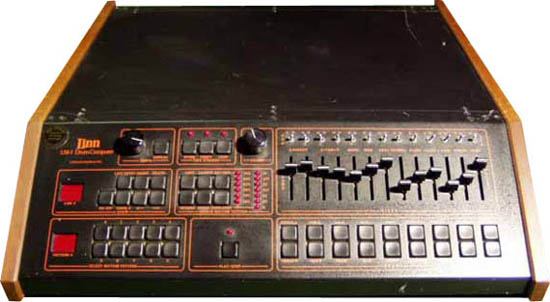
Linn LM-1